# Platja de Llevant (Vallcarca)
La platja de Llevant, o platja del Port industrial de Vallcarca, és una petita platja natural del municipi de Sitges (Garraf), situada a llevant de l'espigó del Port de Vallcarca, al litoral del massís de Garraf, entre la cala Vallcarca, a ponent, i la cala Morisca, a llevant. Té una longitud de 63 metres i una amplada mitjana de 14 metres, formada per sorra fina.